# Бета Наур
Елизабета Джамбазова, известна под псевдонима Бета Наур (Beta Nahour), е българска писателка.

## Биография
Завършва педагогическо образование в СУ „Св. Кл. Охридски“. През периода 1982 – 1995 г. е учителка в София. От дълги години живее и твори в Брюксел, Белгия.

## Творчество
Пише и публикува както за възрастни, така и за деца (проза, стихотворения, гатанки). Нейни творби често се появяват в централния и регионален печат. Издала е 5 стихосбирки, от които едната в съавторство с Борислав Ганчев, 2 романа и 11 детски книжки на български и чужд език. Осъществила е многобройни срещи с възрастни и деца за представяне на творчеството си както в родината си, така и в чужбина.
От 2005 г. е член на Международния клуб на писателите в Брюксел. Има над 80 публикации в повече от 40 стихосбирки, издадени от клуба, както и престижното място, което заема в издаден алманах на френски език. Творчеството ѝ е добре познато също в Париж и Канада, където периодически публикуват творбите ѝ в стихотворна форма. През 2006 г. става член на литературен клуб „Извор“ към библиотеката на НЧ „Иван Вазов – 1904 г.“ в гр. Хисаря, където има жилище. От 2016 г. е член и на Съюза на Независимите български писатели.

## Награди
- Първа награда за поезия и първа награда за проза на Международния литературен конкурс „Небесни меридиани“ в Бат Ям, Израел, 2020 г.
- ПОФАЛНИЦА НА БЕТА НАУР ЗА ПЕСНАТА НАЦРТАJ МИ ЛьБОВ – Битола (Северна Македония), 2020 г.
- Втора награда за стихотворението „Нарисувай ми любов“ в литературен конкурс „Изящното перо – 2019“, категория „Любовна лирика“ – Салон за българска култура и духовност, Чикаго (САЩ), 2019 г.
- Спечелен конкурс с право на публикация в „Книга Мира“ – Международен литературно-художествен алманах гр. Уфа, Русия 2019 г.
- Спечелен конкурс с право на публикация в „Под лъчите на слънцето“ – алманах, Враца 2019 г.
- Специалната награда на Арт център „Сели“ от Международния литературен конкурс „Небесни меридиани“ в Бат Ям, Израел, 2018 г.
- Първа награда от литературния конкурс „Златно перо 2018“ в Битола – за книгата „Дядо Хети в Бърболандия“, 2018 г.

## Произведения

### Поетични книги
- „Мини истории“ (2003)
- „И... друга една история“ (2004)
- „Голгота“ (2009)[2]
- „Гладни ветрове“ (2016)
- „Свят за двама“ /в съавторство с Борислав Ганчев/ (2018)
- „Les chants de Jane“ (2019)

### Романи
- „Алегрия“ (2007)
- „Когато кръвта заговори“ (2014)[3]
- "Скитници" (2021)

### Книги за деца
- „Време не губи“ (2011)
- „Вълшебните очила на дядо Хети“ (2011)
- „Познай и оцвети – ти азбуката научи“ (2011)
- „С файтонче без конче“ (2012)[4]
- „Шарено котле“ (2012)
- „Криеница“ (2013)
- „Книжчица пъстружка – моя първа дружка“ (2014)
- „Отгатни небесните тела, планетите и природните явления“ (2015)
- LES lunettes magiques de papy Hety (2015)
- „Вълшебните очила на дядо Хети“ (2016)
- „Старата цигулка“ (2017)
- „Дядо Хети в Бърболандия“ (2018)
- „Книжчица умница за досетливи дечица“ (2018)

### Публикации в сборници
- Anthologie. Revue du Grenier Jane Tony (Bruxelles) (2007), p. 325, 327, 329, 331, 333
- „Извор. Втори хисарски литературен сборник“ (2016), с. 9 – 16
- Алманах нова българска литература, „Хумор и сатира“ (2017), с. 19 – 26
- Алманах „Думите“ (2018, № 1), с. 73, 312
- Chemins de Traverse (2018, № 1), с. 80
- „Книга Мира“ – Международен литературно-художествен алманах гр. Уфа, Русия 2019 г., с. 1
- „Под лъчите на слънцето“ – алманах, Бургас, 2019, с. 24 - 27 [Карнавал на суетата; Вълк единак; Нарисувай ми любов]
- „Лира“ дружбы 1 – Международный альманах, Уфа (Русия), 2019, с. 16 – 27
- „Лира“ дружбы 2 – Международный литературный альманах, Уфа (Русия), с. 31 – 34
- Славянская Лира – альманах, Уфа (Русия), с. 2 – 3
- „Под лъчите на слънцето“ - 6 алманах, Бургас, с. 22 – 27
- "СИМФОНИJА на срцето 4 – СОВРЕМЕНА МАКЕДОНСКА ПОЕЗИJА, Битола, 2020, с. 121
- Юбилеен сборник, СНБП, 2020, с. 35 - 37 [Дар от душата; Преоткрий ме; Самотна звезда; Лимърици]
- „Под лъчите на слънцето“ - 7 алманах, Бургас, 2020, с. 19 - 23 [Мисли; И прероден ме обичай; Такава съм; Гладни ветрове]
- „Изкуство по време на пандемия“, София, 2020, с. 29 - 34 [Акростихове; Европа и ние -есе]
- „Много се смей, дълго живей“, София, 2020, с. 35 41 [И друга една история; Лимърици]
- „Лято след пандемия“, София, 2020, с. 50 - 60 [Карнавал панаир на суетата; Вълк единак; Лимърици; Илюзия; Моето куче]
- „Коледа по време на пандемия“, София, 2020, с. 30 - 35 [Дядо Мраз; Извинявай - само; Зимна броеница; Среднощен гост; С лапки по снега; Слънчова прегръдка; Снежко]
- „Нарисувай ми любов и вино“, София, 2021, с. 43 - 47 [Дар от душата; Запей ми; Нарисувай ми любов]
- „Благодаря ти, мамо“, София, 2021, с. 49 - 50 [Славянка]